# Trioxys macroceratus
Trioxys macroceratus är en stekelart som beskrevs av Jaroslav Stary 1960. Trioxys macroceratus ingår i släktet Trioxys och familjen bracksteklar. Arten är reproducerande i Sverige. Inga underarter finns listade i Catalogue of Life.